# Alcáçovas
Alcáçovas is een plaats (freguesia) in de Portugese gemeente Viana do Alentejo en telt 2088 inwoners (2001).